# Haags Dierencentrum
Het Haags Dierencentrum (HDC) is het oudste en een van de grootste dierenasiels in Nederland.

## Geschiedenis
De voorloper, het Toevluchtsoord voor Noodlijdende Dieren, werd op 1 september 1877 gesticht door Maria Jacoba van Manen-Thesingh met steun van vijf andere welgestelde dames, die zich bekommerden om dierenwelzijn in Den Haag. Op 24 september 1879 werden de statuten van de Vereniging Toevluchtsoord voor Noodlijdende Dieren bij Koninklijk besluit goedgekeurd (Staatscourant nr.40 van 15 oktober 1879). Op 23 mei 1881 verhuisde het dierenasiel van de Bagijnestraat 31 naar de Ammunitiehaven 169. Op 12 december 1881 overleed mevrouw van Manen-Thesingh en werden haar bestuurstaken overgenomen door haar man J.E.C. van Manen
In het begin werden niet alleen honden uit Den Haag opgenomen, maar ook honden uit Utrecht en Rotterdam. Vanaf 1886 beschikte Rotterdam zelf over een instelling voor “het afmaken van dieren”. In 1886 bedroeg het aantal zwerfhonden, ingebracht vanuit Den Haag, 1096 terwijl uit Utrecht 324 honden werden ingebracht.
Al vanaf 1885 is er een financiële relatie met de gemeente Den Haag, hoewel die vanaf 1888 tot en met 1926 werd gekenmerkt door een geschil om geld. Vanaf 1926 geeft de gemeente echter een jaarlijkese een vergoeding voor de opvang van zwerfdieren.
In 1893 werd een speciale afdeling voor verpleging van katten ingericht, die in het volgende jaar alweer moest worden uitgebreid.
Het asiel bleef groeien en in 1905 werd besloten een stuk grond aan de Nieuwe Haven te kopen. De hoofdingang werd verplaatst van de Ammunitiehaven naar de Nieuwe Haven 73. Ook werd er gestart met het realiseren van een dierenkliniek. In het jaar 1910 werd de kliniek geopend. De dierenarts J.M. Hoogland was aan deze kliniek verbonden van 1925 tot 1971.
In 1965 trad de wettelijke bepaling in werking dat een zwerfdier 14 dagen moet worden bewaard, om de eigenaar de kans te geven het dier te komen halen. De gemeente Den Haag vergoedde in eerste instantie slechts één week. Vanaf het begin van de jaren 80 is de gemeente meer vergoeding gaan geven aan het HDC, niet alleen voor het 14 dagen bewaren van zwerfdieren, maar ook voor het opvangen van afstandsdieren die als potentiële zwerfdieren worden beschouwd. Daarnaast werden alle medische kosten, inclusief het salaris van de dierenarts, volledig vergoed.

## Stichting Haags Dierencentrum
De naam Stichting Haags Dierencentrum ontstond in 1970, toen de Vereniging Toevluchtsoord voor Noodlijdende Dieren (tot dan de naam van het dierenasiel) en de Dierenbescherming afdeling Den Haag besloten te gaan samenwerken. Tot op heden zijn deze organisaties verantwoordelijk voor het HDC en leveren ieder drie bestuursleden.
In 1977 kwam er een definitief einde aan het laten inslapen van door het publiek aangeboden dieren. Voor bijna elke binnengebrachte hond of kat wordt een nieuw huis gevonden.
Het HDC is ruim 70 jaar gevestigd geweest aan de Nieuwe Haven in het centrum van Den Haag. Nog steeds staat daar op het pand het opschrift “Dierenasijl”.
In 1980 werd het tijd voor herhuisvesting en eind 1981 werd een nieuw gebouwd pand betrokken aan de Schenkkade 1. Op 23 maart 1982 werd deze officieel geopend door koningin Beatrix.
Echter wegens economisch belang van de gemeente (het ontwikkelen van een centrale kantoorlocatie) werd het HDC in december 1992 verplaatst naar een nieuw pand aan de Lozerlaan. Top op heden is het Haags Dierencentrum daar, midden in het park De Uithof, gevestigd.